# Angermünde
Angermünde er en by i landkreis Uckermark i den tyske delstat Brandenburg.
Kommunen Angermünde omfatter de i oktober 2003 indlemmede landsbyer fra det tidligere Amt Angermünde-Land (på nær Polßen) og den tidligere hovedby.
Angermünde ligger cirka 80 km nordøst for Berlin i et sørigt morænelandskab mellem det store skovområde Schorfheide og floden Oder. Med 326 km² er Angermünde den arealmæssigt niendestørste kommune i Tyskland. Forvaltningen af biosfærereservatet Schorfheide-Chorin ligger i kommunen, og en del af området mod syd og vest indgår i reservatet. Mod syd grænser Angermünde til Landkreis Barnim og mod øst til Polen.

## Byer og bydele
| | |                                                                                                 |
| - Altkünkendorf - Biesenbrow - Bruchhagen - Bölkendorf - Crussow - Dobberzin - Frauenhagen - Felchow - Gellmersdorf | - Greiffenberg - Günterberg - Görlsdorf - Herzsprung - Kerkow - Mürow - Neukünkendorf - Schmargendorf | - Sternfelde - Schmiedeberg - Steinhöfel - Stolpe - Welsow - Wilmersdorf - Wolletz - Zuchenberg |

- Stüler-Kirke i Altkünkendorf
- Kirke i Schmiedeberg
- Bindingsværkshus i Schmiedeberg
- Ruin af Greiffenburg i Greiffenberg

## Søer i kommunen
- Grumsinsee
- Heiliger See
- Kalkbude
- Mudrowsee
- Mündesee
- Parsteiner See (Nordbecken)
- Peetzigsee
- Plunz
- Wolletzsee
- Bauernsee